# Louis Vicat
Pour les articles homonymes, voir Vicat.
Louis Joseph Vicat, né le 31 mars 1786 à Nevers et mort le 10 avril 1861 à Grenoble, est un ingénieur et chimiste français, ayant effectué de nombreuses recherches expérimentales sur la chaux, le ciment, les mortiers ordinaires et les bétons.

## Biographie
Louis Vicat est le fils de Louis Melchior Vicat et de Louise Faure. Après la mort de sa mère en 1789, son père, ancien sous-officier issu d’une famille protestante du Dauphiné, se remarie. Louis Vicat est pris sous la protection du frère de sa belle-mère. À sa sortie de l’École centrale de Grenoble, à dix-huit ans en 1804, il intègre l’École polytechnique sur les conseils du mathématicien Joseph Fourier, alors préfet de l’Isère. Deux ans plus tard, en 1806, il entre à l'École nationale des ponts et chaussées.
Promu ingénieur le 1er mai 1809, il est affecté à Périgueux et chargé de la construction de deux ponts : le premier traverse la Dronne sur la route entre Bordeaux et Angoulême, le second à Souillac, sur la Dordogne. Pour réaliser le second, le fait qu'une partie des piles du pont soit immergée le conduit à étudier la prise de la chaux dans l'eau et sa résistance à la dissolution. À partir d'expériences et de la lecture d'anciens auteurs, il met en évidence les mécanismes de prise de la chaux et ses principes d'hydraulicité.
Il publie ses recherches en 1818 et permet ainsi des avancées significatives dans la compréhension, la fabrication et l'utilisation du ciment. Volontairement, il ne dépose pas de brevet pour la diffusion de cette invention. Le brevet sur le ciment Portland est déposé par l'Anglais Joseph Aspdin en 1824.
Par ailleurs, en contrôlant avec minutie les gâchées des ouvriers maçons, Vicat a pu montrer que le bon dosage en eau conditionnait la qualité du mortier. Il a inventé un instrument de mesure pour tester la résistance du produit, l'aiguille Vicat.
La construction du pont de Souillac commence en 1812. En 1824, il est achevé et entre dans l’histoire comme la première construction au monde réalisée avec du ciment artificiel. Il mesure 180 mètres de long sur 9 mètres de large et compte  sept arches surbaissées reposant sur six piles.
Louis Vicat épouse en 1819 Marie Ursule Castagnet, née à Souillac en 1795. Le couple a trois enfants : Louis, Joseph et Marguerite.

## Reconnaissance scientifique et sociale de son vivant

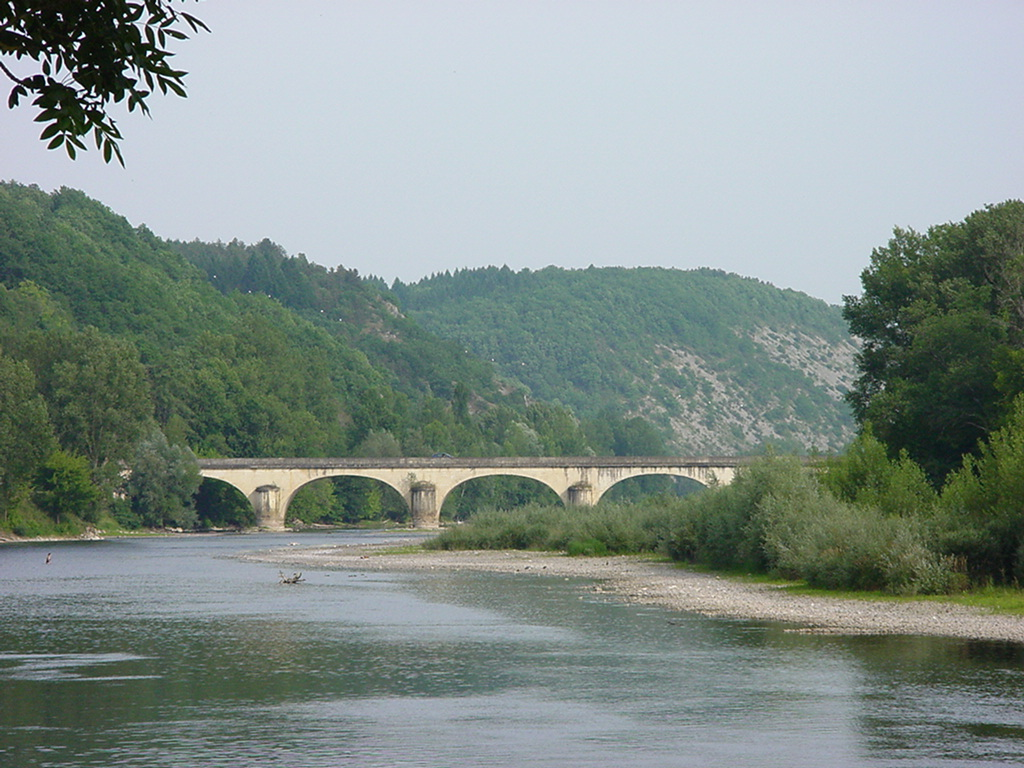
Pont de Souillac première réalisation en ciment artificiel en France de Louis Vicat polytechnicien.

L'ingénieur-chercheur Vicat a été reconnu de son vivant, tant par l'Académie des sciences que par l’État, qui lui a accordé, à titre de reconnaissance nationale, une rente. On trouve dans le rapport que François Arago a écrit pour l'Assemblée nationale à cette occasion, une description précise de la nature des travaux et découvertes de Louis Vicat, suivie d'une présentation des conséquences positives pour la nation.
Arago présente les découvertes en les situant dans le mouvement des travaux antérieurs de scientifiques et techniciens :
- sur les chaux hydrauliques[7] : « Les plus anciennes études que nous connaissions sur les compositions des chaux hydrauliques datent de l'année 1756, c'est-à-dire de l'époque où Smeaton se préparait à la construction si difficile, si hardie, du phare d'Edystone… » Arago précise l'apport de Louis Vicat : « M. Vicat composa une chaux artificielle supérieure à celles de Senonches. Il obtint ce résultat capital en faisant calciner, dans des proportions convenablement choisies, de la craie ou de la chaux pure à l'argile. Par cette expérience, la lumière succédait à l'obscurité, la certitude au doute, l'art de bâtir venait de s'enrichir d'une admirable découverte » ;
- sur les ciments : « Ce ciment qui, à l'origine, s'appelait ciment aquatique, fut fabriqué, dès l'année 1796, par MM. Parker et Wyatts. Il était le résultat de la torréfaction de certains galets calcaires ovoïdes qu'on trouve, en assez grande abondance, à quelque distance de Londres. » Louis Vicat a poursuivi les travaux et découvert que « lorsque l'on force la dose d'argile jusqu'à 33 ou 40 % on obtient une chaux qui ne s'éteint pas ; elle se pulvérise facilement et donne, quand on la détrempe, une pâte qui prend corps sous l'eau très promptement ».
- sur les pouzzolanes : François Arago cite les travaux de Chaptal et indique que Louis Vicat a repris ses recherches et qu'il montra que « l'on peut obtenir des pouzzolanes artificielles, supérieures, ou tout au moins égales aux meilleures pouzzolanes d'Italie, par une modification particulière de l'argile la plus pure possible ; en se bornant à lui enlever son eau de combinaison ; en ne portant sa température qu'entre 600 et 700 degrés centigrades »

### L'attribution d'une rente de6 000francs-or
Arago consacre plusieurs pages à chiffrer les économies qui ont pu être réalisées sur les travaux des dernières décennies grâce aux découvertes de Louis Vicat et il conclut : « une conclusion ressort avec évidence de tout ce qui précède : c'est qu'en supposant l'art des constructions tel qu'il était en 1818 avant les recherches de M. Vicat, la plupart des grandes entreprises en cours seraient entièrement paralysées par des considérations de temps et de dépenses… » Il met alors en parallèle les économies avec la rente à attribuer à L. Vicat que sont les 6 000 francs de rente viagère à côté des économies colossales dont le pays est redevable aux travaux de M. Vicat ? »

### Une compensation pour n'avoir pas fait breveter ses découvertes
François Arago ajoute : « M. Vicat a libéralement livré sa découverte au public. Il est certain qu'en s'assurant, à l'aide d'un brevet d'invention, la fabrication privilégiée de la chaux hydraulique artificielle, cet ingénieur aurait fait une fortune immense. »
Sur ce rapport le projet de loi du gouvernement, attribuant la rente à L. Vicat a été adopté sans discussion, le 16 juin 1845.

## Distinctions

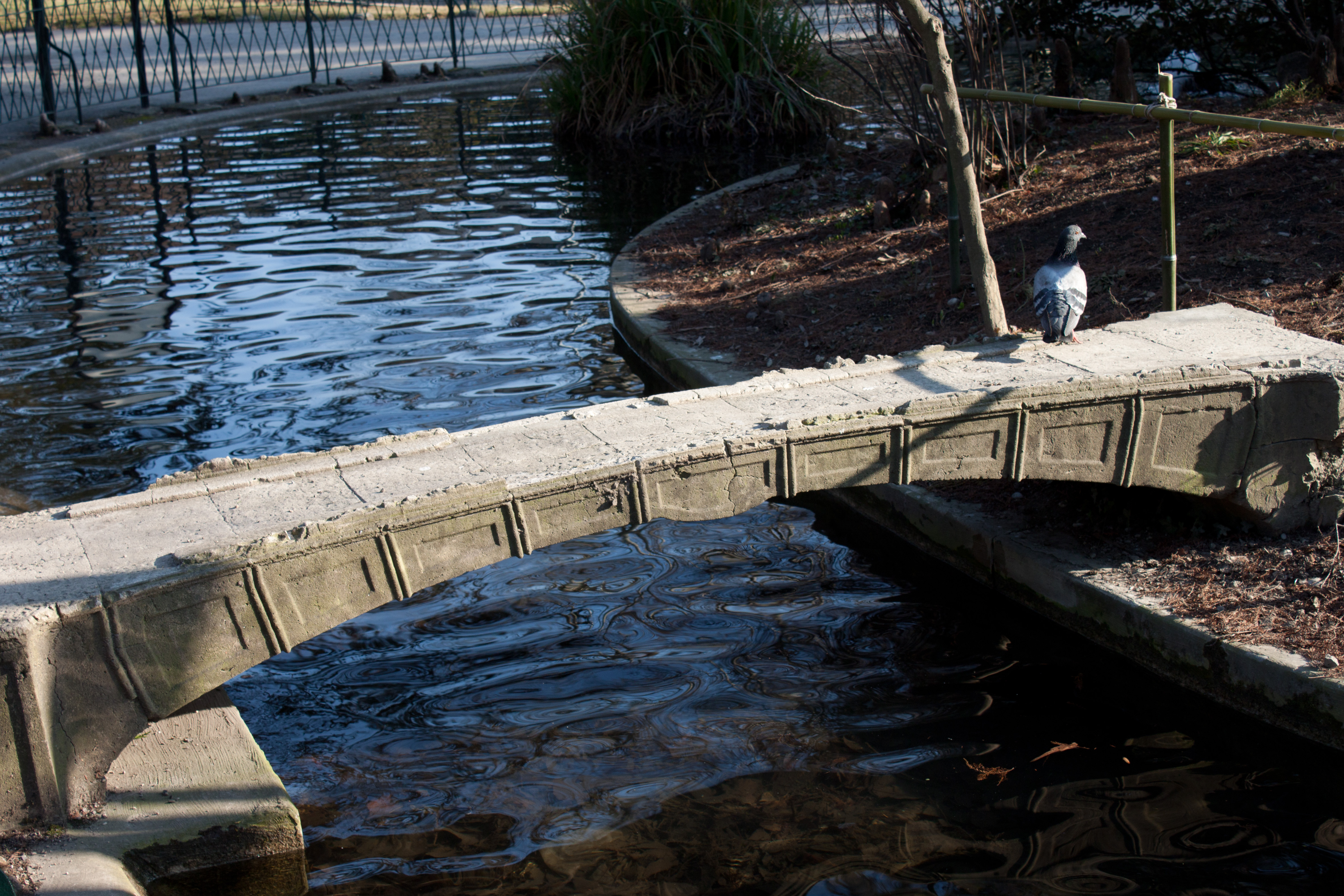
Le pont du Jardin des plantes de Grenoble, un des premiers ouvrages au monde en béton coulé, construit en 1855 par Joseph et Louis Vicat.

- Grande Médaille d'Or de la Société d'encouragement pour l'industrie nationale, 1823
- Commandeur de la Légion d'honneur, 1846
- Chevalier de l'Ordre des S.S. Maurice et Lazare de Sardaigne
- Chevalier de l'Aigle rouge de Prusse
- Médaille de l'Ordre de Sainte-Anne de Russie
- Médaille d'or du Jury de l'Exposition universelle de 1855

Cité par Honoré de Balzac dans le Curé de village en 1841 : « Quelle sera la récompense de Vicat, celui d'entre nous qui a fait faire le seul progrès réel à la science pratique des constructions ? »
Louis Vicat eut un fils, Joseph Vicat, qui fut son assistant pendant 20 ans, puis fonda la société des ciments Vicat en 1853 à Vif, dans la vallée de la Gresse, en Isère.

## Publications
- Recherches expérimentales sur les chaux de construction, les bétons et les mortiers ordinaires,  Paris, Goujon, 1818, 173p., [lire en ligne], lire en ligne sur Gallica.
- Recherches sur les propriétés diverses que peuvent acquérir les pierres à ciments et à chaux hydrauliques par l'effet d'une complête cuisson précédées d'observations sur les chaux anormales qui forment le passage des chaux éminemment hydraulique aux ciments, 1840.
- Traité pratique et théorique de la composition des mortiers, ciments et gangues à pouzzolanes et de leurs emploi dans toutes sortes de travaux suivi des moyens d'en apprécier la durée dans les constructions à la mer, Grenoble, Maisonville, 1856, [lire en ligne].

### Annales des ponts et chaussées
- «Rapport sur les ponts suspendus en fil de fer sur le Rhône», Annales des ponts et chaussées. Mémoires et documents relatifs à l'art des constructions et au service de l'ingénieur, 1831, 1er semestre, p. 93-144 et planche iii, lire en ligne sur Gallica
- «Influence du mode d'attache des chaînes sur la résistance des piliers des ponts suspendus», Annales des ponts et chaussées. Mémoires et documents relatifs à l'art des constructions et au service de l'ingénieur, 1832, 1er semestre, p. 394-397 et planche xxvi, lire en ligne sur Gallica
- «Observations sur les causes de la compression dont les mortiers ou cimens calcaires sont susceptibles», Annales des ponts et chaussées. Mémoires et documents relatifs à l'art des constructions et au service de l'ingénieur, 1832, 2e semestre, p. 257-260, lire en ligne sur Gallica
- «Quelques observations sur les pierres gélives», Annales des ponts et chaussées. Mémoires et documents relatifs à l'art des constructions et au service de l'ingénieur, 1833, 1er semestre, p. 376-382, lire en ligne sur Gallica
- «Recherches expérimentales sur les phénomènes physiques qui précèdent et accompagnent la rupture et l'affaissement d'une certaine classe de solides», Annales des ponts et chaussées. Mémoires et documents relatifs à l'art des constructions et au service de l'ingénieur, 1833, 2e semestre,p. 201-268 et planches lxix, lxx, lxxi, lire en ligne sur Gallica
- «Note sur l'allongement progressif du fil de fer soumis à diverses tensions», Annales des ponts et chaussées. Mémoires et documents relatifs à l'art des constructions et au service de l'ingénieur, 1834, 1er semestre, p. 40-44, lire en ligne sur Gallica
- «Nouvelle manière de confectionner les câbles en fil de fer», Annales des ponts et chaussées. Mémoires et documents relatifs à l'art des constructions et au service de l'ingénieur, 1834, 1er semestre, p. 129-142, lire en ligne sur Gallica
- «Bassin du Rhône. Recherches statistiques sur les calcaires à chaux hydraulique des départements de l'Isère, des Hautes-Alpes, des Basses-Alpes, de la Drôme, de Vaucluse, du Var, des Bouches-du-Rhône, du Gard, de l'Ardèche et du Rhône», Annales des ponts et chaussées. Mémoires et documents relatifs à l'art des constructions et au service de l'ingénieur, 1834, 1er semestre, p. 224-235, lire en ligne sur Gallica
- «Observations sur le mémoire de M. E. Martin sur les ponts suspendus», Annales des ponts et chaussées. Mémoires et documents relatifs à l'art des constructions et au service de l'ingénieur, 1834, 2e semestre, p. 169-172, lire en ligne sur Gallica
- «Recherches statistiques sur les calcaires à chaux hydraulique des départements de l'Hérault, de l'Aude, des Pyrénées-Orientales, de l'Ariège, de la Haute-Garonne, du Gers, des Landes et du Tarn», Annales des ponts et chaussées. Mémoires et documents relatifs à l'art des constructions et au service de l'ingénieur, 1835, 1er semestre, p. 357-371, lire en ligne sur Gallica
- «Expériences sur la main-d'œuvre et les faux frais dépendants du service des ponts et chaussées», Annales des ponts et chaussées. Mémoires et documents relatifs à l'art des constructions et au service de l'ingénieur, 1835, 2e semestre, p. 34-61, lire en ligne sur Gallica
- «Observations diverses sur la force et la durée des câbles en fil de fer», Annales des ponts et chaussées. Mémoires et documents relatifs à l'art des constructions et au service de l'ingénieur, 1836, 1er semestre, p. 207-213, lire en ligne sur Gallica.
- «Note sur les différences de niveaux simultanés que peuvent prendre les eaux d'une rivière aux abors d'un pont pendant une grande crue», Annales des ponts et chaussées. Mémoires et documents relatifs à l'art des constructions et au service de l'ingénieur, 1836, 2e semestre, p. 90-92 et planche cxix, lire en ligne sur Gallica.
- «Notice sur une fabrication de pouzzolane à Argentat», Annales des ponts et chaussées. Mémoires et documents relatifs à l'art des constructions et au service de l'ingénieur, 1836, 2e semestre, p. 96-99, lire en ligne sur Gallica.
- «Recherches statistiques sur les substances calcaires à chaux hydrauliques et à ciments, dans les départements du Cantal, de la Lozère, de l'Aveyron, de Tarn-et-Garonne, de Lot-et-Garonne, du Lot, de la Dordogne, de la Gironde, et des Hautes et Basses-Pyrénées», Annales des ponts et chaussées. Mémoires et documents relatifs à l'art des constructions et au service de l'ingénieur, 2e semestre 1836, p. 129-146, lire en ligne sur Gallica.
- «Recherches statistiques sur les calcaires à chaux hydraulique et à ciments des départements du Cantal, de le Haute-Loire, de la Loire, du Puy-de-Dôme, de la Creuse, de la Corrèze, de la Haute-Vienne, de la Charente et de la Charente-Atlantique», Annales des ponts et chaussées. Mémoires et documents relatifs à l'art des constructions et au service de l'ingénieur, 1837, 2e semestre, p. 334-345, lire en ligne sur Gallica.
- «Nouvelles observations sur les chaux hydrauliques magnésiennes», Annales des ponts et chaussées. Mémoires et documents relatifs à l'art des constructions et au service de l'ingénieur, 1838, 1er semestre, p. 375-377, lire en ligne sur Gallica.
- «Recherches statistiques sur les calcaires propres à fournir des chaux hydraulique et des ciments, dans les départements de l'Ain, du Jura, du Doubs, de la Haute-Saône, de la Côte-d'Or, de la Nièvre, de l'Allier, et de la Saône-et-Loire», Annales des ponts et chaussées. Mémoires et documents relatifs à l'art des constructions et au service de l'ingénieur, 1839, 2e semestre, p. 227-250, lire en ligne sur Gallica.
- «Note relative à un passage de l'article : Jetées à la mer (pouzzolane : influence de la dimension de ses parties sur son énergie)», Annales des ponts et chaussées. Mémoires et documents relatifs à l'art des constructions et au service de l'ingénieur, 1839, 2e semestre, p. 251-252, lire en ligne sur Gallica.
- «Recherches statistiques sur les substances calcaires propres à fournir des chaux hydraulique et des ciments, dans les départements du Haut-Rhin, du Bas-Rhin, de la Moselle, de la Meuse, de la Meurthe, de la Haute-Marne, et des Vosges», Annales des ponts et chaussées. Mémoires et documents relatifs à l'art des constructions et au service de l'ingénieur, 1840, 1er semestre, p. 368-382, lire en ligne sur Gallica.
- «Recherches statistiques sur les gisements des substances calcaires propres à fournir des chaux hydrauliques ou des ciments», Annales des ponts et chaussées. Mémoires et documents relatifs à l'art des constructions et au service de l'ingénieur, 1841, 2e semestre, p. 35-44, lire en ligne sur Gallica.
- «Recherches statistiques sur les calcaires à chaux hydrauliques et à ciment d'une partie du bassin de la Loire», Annales des ponts et chaussées. Mémoires et documents relatifs à l'art des constructions et au service de l'ingénieur, 1842, 1er semestre, p. 118-126, lire en ligne sur Gallica.
- «Note sur les pouzzolanes artificielles», Annales des ponts et chaussées. Mémoires et documents relatifs à l'art des constructions et au service de l'ingénieur, 1842, 2e semestre, p. 135-137, lire en ligne sur Gallica
- «Recherches statistiques sur les gisements et carrières de pierres à ciments et à chaux hydrauliques dans les départements de l'ouest», Annales des ponts et chaussées. Mémoires et documents relatifs à l'art des constructions et au service de l'ingénieur, 1843, 2e semestre, p. 116-125, lire en ligne sur Gallica
- «Recherches statistiques sur les calcaires à chaux hydrauliques et à cimens dans les départements de Seine-et-Oise, de Seine-et-Marne, d'Eure-et-Loir, de l'Eure et de l'Aube», Annales des ponts et chaussées. Mémoires et documents relatifs à l'art des constructions et au service de l'ingénieur, 1844, 1er semestre, p. 257-264, lire en ligne sur Gallica étudiés et proposés
- «Note sur la découverte d'une pouzzolane naturelle non volcanique dans le département des Ardennes», Annales des ponts et chaussées. Mémoires et documents relatifs à l'art des constructions et au service de l'ingénieur, 1846, 2e semestre, p. 127-128, lire en ligne sur Gallica
- «Découverte d'une pouzzolane naturelle; note en réponse à une réclamation de M. Berthault», Annales des ponts et chaussées. Mémoires et documents relatifs à l'art des constructions et au service de l'ingénieur, 1847, 2e semestre, p. 78-80, lire en ligne sur Gallica
- «Examen de quelques pouzzolanes volcaniques de la baie de Naples, de l'île Bourbon et des départements de l'Ardèche et de l'Hérault, en tant qu'applicables aux travaux à la mer, suivie de considérations importantes pour l'exécution économique et la durée de ces travaux», Annales des ponts et chaussées. Mémoires et documents relatifs à l'art des constructions et au service de l'ingénieur, 1849, 2e semestre, p. 257-289, lire en ligne sur Gallica
- «Mémoire sur l'emploi des ciments éventés comparés aux ciments vifs, suivi de quelques observations sur les ciments brûlés ou cuits jusqu'à ramollissement», Annales des ponts et chaussées. Mémoires et documents relatifs à l'art des constructions et au service de l'ingénieur, 1851, 1er semestre, p. 236-254, lire en ligne sur Gallica
- «Note sur l'emploi du trass comme pouzzolane dans les travaux à la mer. Quelques mots sur la difficulté d'apprécier la valeur hydraulique des matériaux destinés aux travaux à la mer», Annales des ponts et chaussées. Mémoires et documents relatifs à l'art des constructions et au service de l'ingénieur, 1852, 1er semestre, p. 377-381, lire en ligne sur Gallica
- «Faits divers : sur l'oxydation des fers dans les constructions, sur l'inefficacité des enduits ou vernis et sur la puissance préservatrice de la chaux et des mortiers», Annales des ponts et chaussées. Mémoires et documents relatifs à l'art des constructions et au service de l'ingénieur, 1853, 1er semestre, p. 335-342, lire en ligne sur Gallica
- «Observations sur un mémoire de M. Minard, concernant le mortier sous-marin de sous-carbonate de chaux», Annales des ponts et chaussées. Mémoires et documents relatifs à l'art des constructions et au service de l'ingénieur, 1854, 1er semestre, p. 28-31, lire en ligne sur Gallica
- «Résumé d'études et recherches touchant l'action destructrice que l'eau de mer exerce sur les silicates connus, en construction, sous les noms de mortiers hydrauliques, ciments et gangues à pouzzolanes quelconques», Annales des ponts et chaussées. Mémoires et documents relatifs à l'art des constructions et au service de l'ingénieur, 1854, 2e semestre, p. 8-10, lire en ligne sur Gallica
- «Note sur une des causes de la surabondance de laitance qui se forme dans l'immersion des bétons», Annales des ponts et chaussées. Mémoires et documents relatifs à l'art des constructions et au service de l'ingénieur, 1854, 2e semestre, p. 203-205, lire en ligne sur Gallica
- «Note en réponse aux dernières observations de M. Minard sur les notes de M. Vicat, touchant les mortiers à la mer», Annales des ponts et chaussées. Mémoires et documents relatifs à l'art des constructions et au service de l'ingénieur, 1854, 2e semestre, p. 371-375, lire en ligne sur Gallica
- «Mortiers employés à la mer. Examen de quelques propositions énoncées dans le mémoire publié par MM. Rivot et Chatoney sur les matériaux employés dans les constructions à la mer», Annales des ponts et chaussées. Mémoires et documents relatifs à l'art des constructions et au service de l'ingénieur, 1857, 2e semestre, p. 320-339, lire en ligne sur Gallica
- «Mortiers à la mer. Quelques réflexions sur l'opportunité de certains matériaux pour les travaux à la mer», Annales des ponts et chaussées. Mémoires et documents relatifs à l'art des constructions et au service de l'ingénieur, 1859, 2e semestre, p. 232-235, lire en ligne sur Gallica.

## Hommages

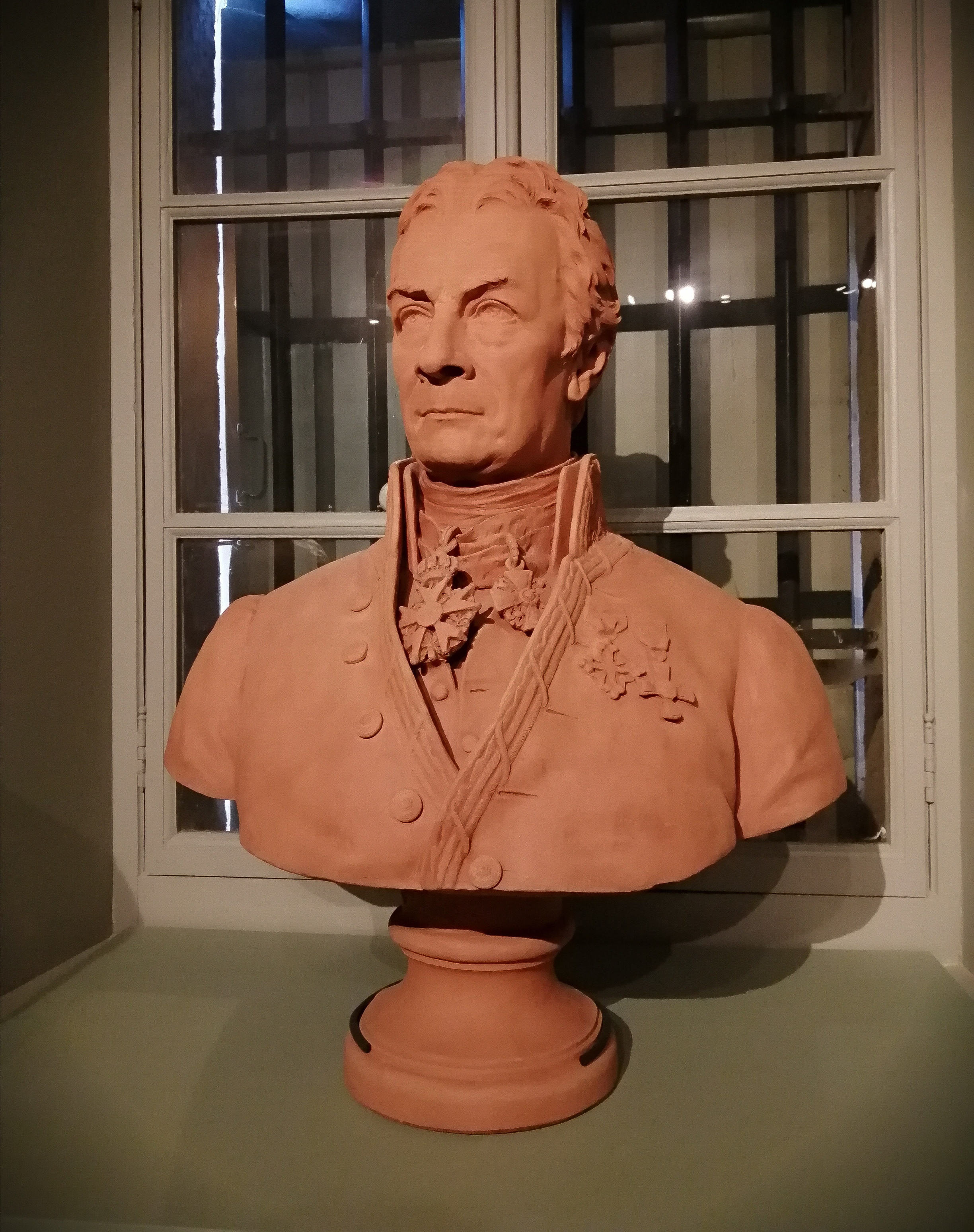
Buste en terre cuite de Louis Vicat réalisé par Aimé Charles Irvoy en 1884 (coll. Bibliothèque municipale de Grenoble, en dépôt au musée Champollion de Vif).

- Son nom est inscrit sur la tour Eiffel
- Le lycée des métiers du bâtiment de Souillac porte son nom
- Louis Vicat a fait partie des personnalités retenues par le Haut Comité des célébrations nationales pour l'année 2011[9]
- Un bâtiment de l'École spéciale des travaux public de Paris (ESTP) construit en 2019 porte son nom
- Vicat donne son nom à la rue principale du hameau de Genevrey de la commune de Vif, l'avenue Louis Vicat et à la rue Vicat près de la Maison du tourisme de Grenoble.